# Redecilla del Campo
Redecilla del Campo – gmina w Hiszpanii, w prowincji Burgos, w Kastylii i León, o powierzchni 17,2 km². W 2011 roku gmina liczyła 78 mieszkańców.